# Paraphasma minus
Paraphasma minus är en insektsart som beskrevs av Ludwig Redtenbacher 1906. Paraphasma minus ingår i släktet Paraphasma och familjen Pseudophasmatidae. Inga underarter finns listade i Catalogue of Life.